# Anne Claude de Caylus
Pour les articles homonymes, voir Caylus et Lévis.
Anne-Claude-Philippe de Tubières de Grimoard de Pestels de Lévis de Caylus, marquis d'Esternay, baron de Branzac, dit le comte de Caylus, né le 31 octobre 1692 à Paris et mort le 5 septembre 1765 dans la même ville, est un antiquaire pionnier de l'archéologie moderne, un homme de lettres et graveur français.

## Biographie
Le comte de Caylus est le fils cadet de Aimé-Jean-Anne, dit Anne III, de Tubières de Grimoard de Pestels de Caylus, lieutenant-général, et de Marthe Le Valois de Vilette, une nièce de Madame de Maintenon et arrière-petite-fille d'Agrippa d'Aubigné.
À la mort de son père, il est élevé par son oncle paternel, Mgr de Caylus, l'évêque d'Auxerre réputé janséniste. Encore jeune, Caylus sert dans l’armée durant la fin de la guerre de Succession d'Espagne. La paix signée, il abandonne une prometteuse carrière militaire pour se consacrer à l’étude des arts. Il voyage en Angleterre, en Allemagne, en Italie du Sud de 1714 à 1715, accompagne l'ambassadeur de France à Constantinople et en Grèce en 1716-1717, où il étudie les antiquités. De nombreux voyages le conduisent ainsi à travers toute l'Europe. De ses périples, on ignore s'il ramène des antiques. On sait tout au plus qu’il commence sa collection d’antiquités à la mort de sa mère en 1729. Il rassemble dès lors une importante collection d'antiques qu'il lègue à sa mort au Cabinet des Médailles, l'actuel département des Monnaies, Médailles et Antiques de la Bibliothèque nationale de France (BnF). Il fut en son temps l’un des premiers à considérer l’archéologie comme une science et eut une influence considérable sur Winckelmann, le théoricien du néoclassicisme, qui reconnut sa dette envers lui.
Il fréquente les salons littéraires et les fêtes des Grandes Nuits de Sceaux, dans le cercle restreint des fidèles chevaliers de l'Ordre de la Mouche à Miel, que la duchesse du Maine donnait en son Château de Sceaux. Ses activités lui valent sa réception à l’Académie de peinture et de sculpture dès 1731, puis à l’Académie des inscriptions et belles-lettres en 1742.
Il publie à partir de cette époque d'importants ouvrages sur les arts et les antiquités, ce qui le fait recevoir à l'Académie des inscriptions et belles-lettres en 1742. C'est à lui que l'on doit les premières bases de la méthode comparative en archéologie. On lui est redevable également d'une « définition rigoureuse » de la typologie : « Le goût d'un pays étant une fois établi, on n'a qu'à le suivre dans ses progrès et ses altérations... Il est vrai que cette seconde opération est plus difficile que la première. Le goût d'un peuple diffère de celui d'un autre peuple, presque aussi sensiblement que les couleurs primitives diffèrent entre elles ; au lieu que les variétés du goût national en différents siècles peuvent être regardées comme les nuances très fines d'une même couleur. » Caylus rencontre Antoine Watteau avec qui il devient ami et qui lui donne des cours de dessin. Après la mort de Watteau, il rédige d’ailleurs une biographie qui reste une des sources principales d’informations sur la vie du peintre. Il aide aussi les artistes grâce à ses conseils et à sa fortune, et fait lui-même des recherches sur les moyens employés par les anciens pour peindre à l'encaustique et sur la manière d'incorporer la peinture dans le marbre.
Il s'occupe également, soit comme amateur, soit comme artiste, de peinture et de gravure. Il devient lui-même graveur de talent, copiant de nombreuses toiles de grands maîtres. Il fut membre honoraire de l’Académie royale de peinture et de sculpture en 1731 et suit avec assiduité les conférences hebdomadaires. Il est un soutien important pour de nombreux jeunes artistes, dont Edmé Bouchardon, préférant le néoclassicisme naissant au rococo encore de mode. Il exécute une importante suite de gravures, les Études prises dans le bas peuple ou les Cris de Paris (1737-46) d'après Bouchardon et avec l'aide du graveur Étienne Fessard.

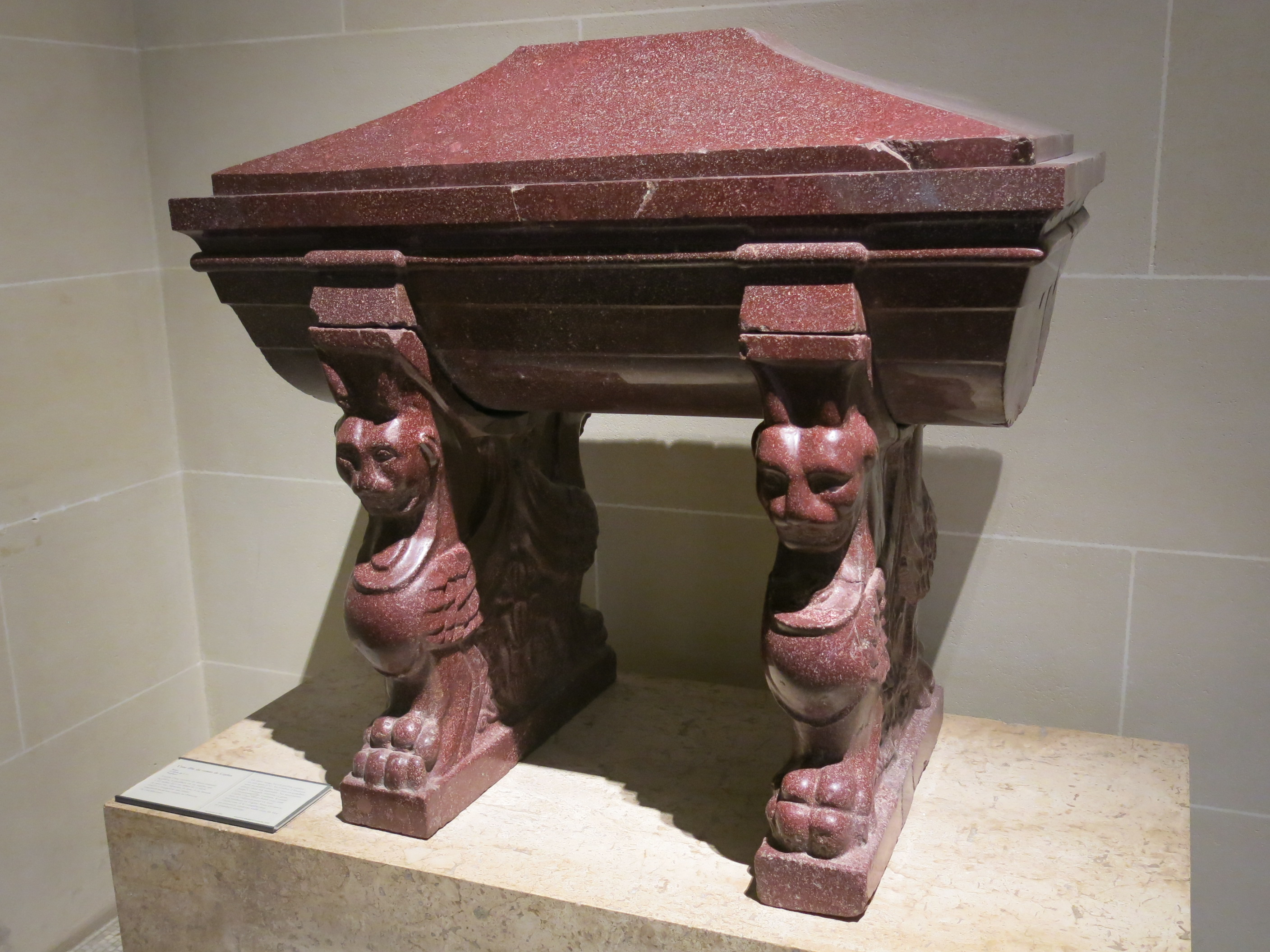
Urne funéraire en porphyre

Il est l’auteur de nombreux contes érotiques, dont l’inspiration lui vient certainement de la fréquentation des milieux louches du Paris de l’époque. Ces contes, parmi lesquels Histoire de Mr. Guillaume, cocher, datée de 1740, furent rassemblés dans plusieurs éditions, dont Œuvres badines complètes en 1757 ; mais il publie aussi des contes de fées (1741 : les Féeries nouvelles, 1743 : les Contes orientaux, 1745 : Cinq contes de fées), dont plusieurs seront plus tard repris par Andrew Lang, adaptés en anglais, dans son recueil The Green Fairy Book (1892).
Caylus eut pour ami l'abbé Jean-Jacques Barthélemy, qui l'aida dans plusieurs de ses travaux.
Diderot, qui ne cacha jamais son animosité pour Caylus de son vivant, le décrivant comme « un antiquaire acariâtre et brusque », rédige à sa mort l’épigramme : « La mort nous a délivrés du plus cruel des amateurs ».
Son cénotaphe en porphyre inspire à Diderot le distique suivant : « Ci-gît un antiquaire acariâtre et brusque / Oh, qu'il est bien logé dans cette cruche étrusque ». Lors de sa mort en 1765, son corps est en effet déposé à l'église Saint-Germain-l'Auxerrois de Paris dans une urne funéraire romaine en porphyre datant du IIe siècle ou IIIe siècle.

## LeRecueil d'antiquités égyptiennes, étrusques, grecques et romaines
Le comte de Caylus a largement contribué à l’histoire de l’archéologie par la rédaction d’un recueil des antiquités égyptiennes, étrusques, grecques et romaines qu’il rédige entre 1752 et 1765. Le dernier et septième volume a été publié à titre posthume en 1767. Les antiquités gauloises sont introduites à partir du troisième volume (1759). Cet ouvrage présente les objets et les monuments antiques, au nombre total de 2890, qui composent le cœur de sa collection. On compte pourtant pas moins de 400 objets qui ne lui appartiennent pas. Il publie ainsi un grand nombre d'objets provenant des fouilles de Pompéi et d'Herculanum, en dépit des interdictions du Roi des Deux-Siciles. Ces interdictions concernaient tout autant le commerce des antiquités de Campanie que leur diffusion par le dessin et la gravure.

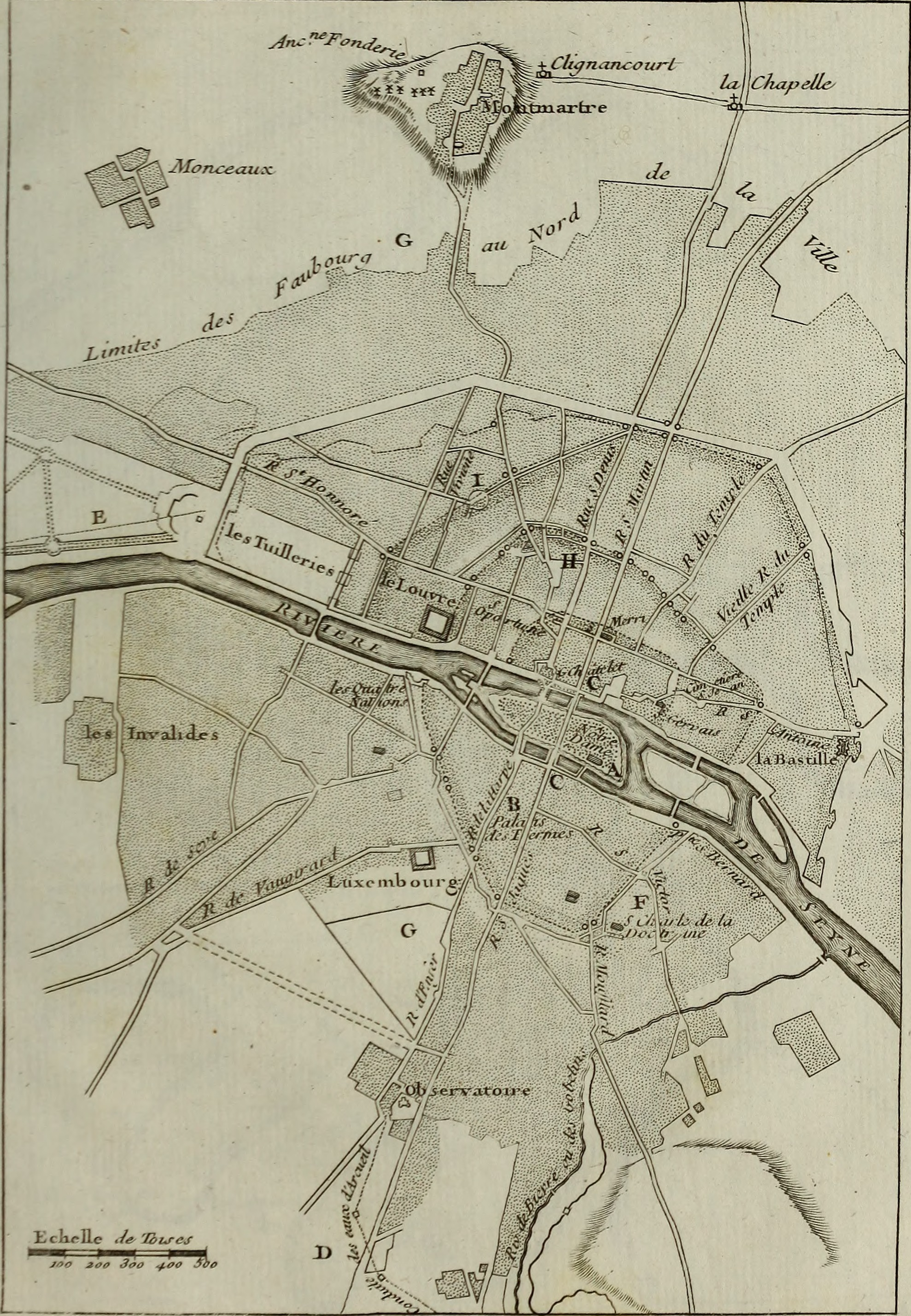
Paris
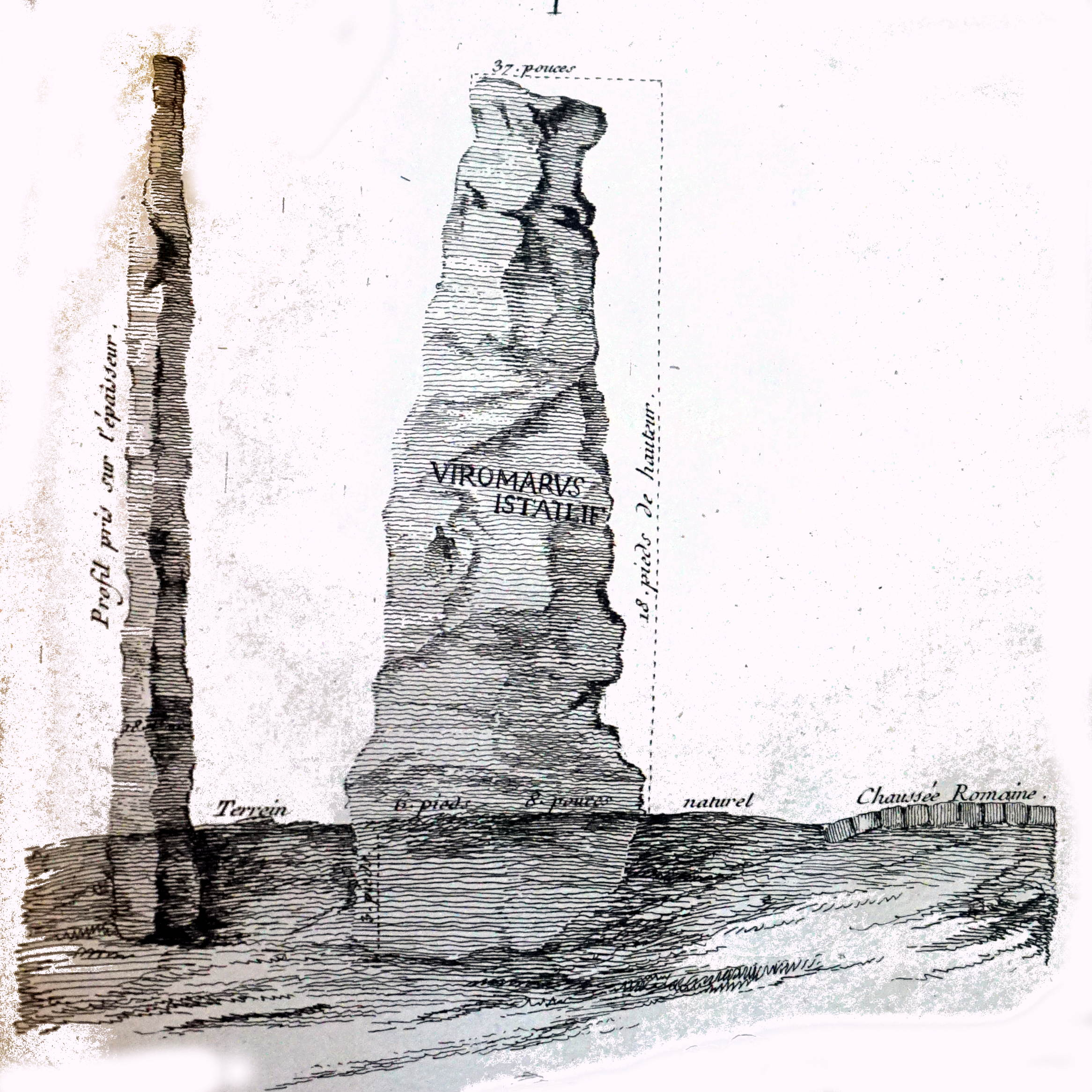
son relevé du Menhir de la Haute-Borne,
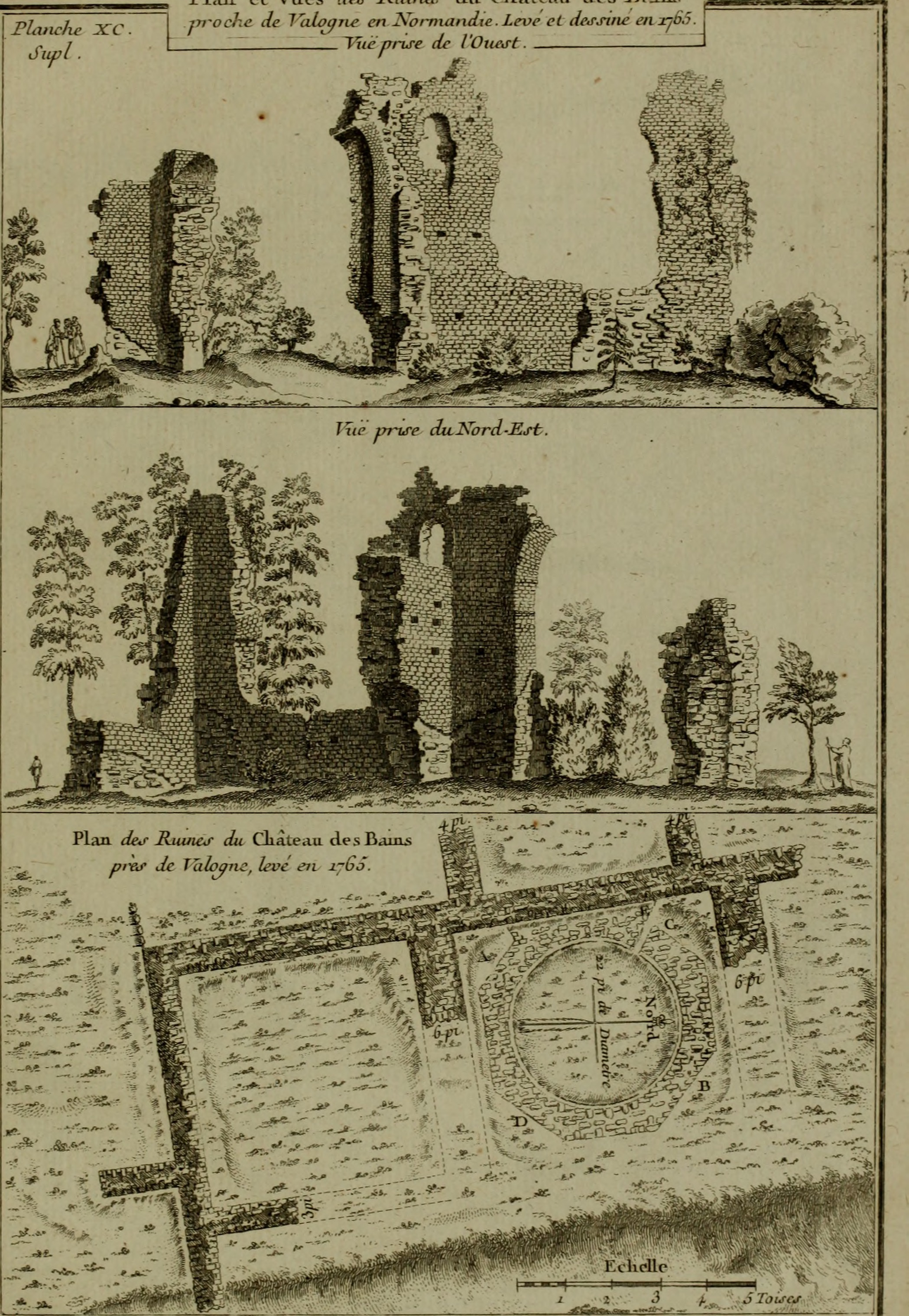
Alauna,
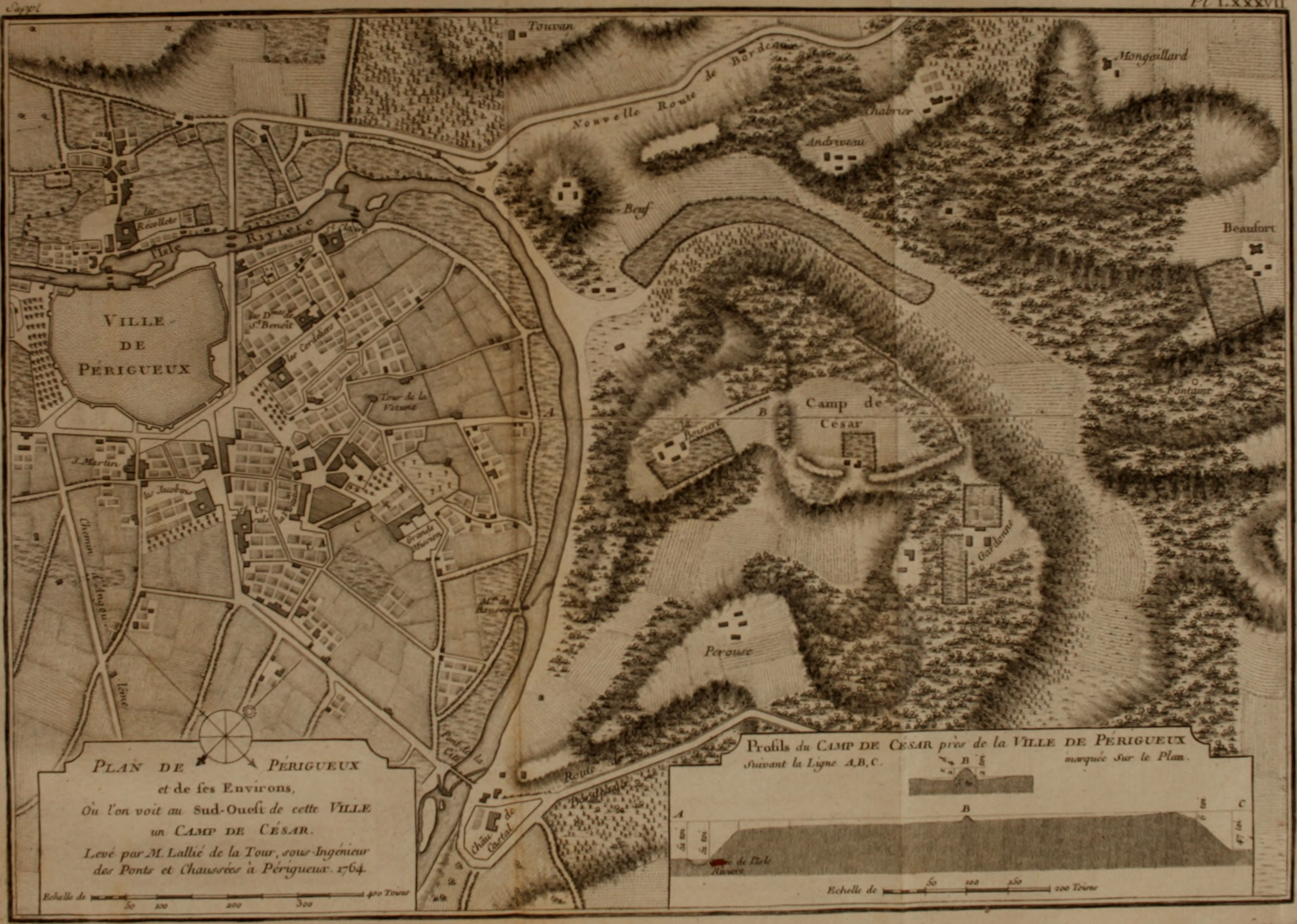
Périgueux et le camp de César.

## LeTiran le Blanc, attribué au comte de Caylus
Cette première traduction du roman de Joanot Martorell est en réalité une adaptation, tant l’œuvre a été remaniée et amputée. De surcroît, tout montre que l'adaptateur ignorait que le roman était catalan, et qu'il traduisait à partir de la traduction italienne de Lelio Manfredi, datant de 1538. Il n'en demeure pas moins que cette adaptation est une belle infidèle, au style fort agréable. Le succès du roman est attesté par le nombre de ses éditions – cinq ont été recensées –, qui s’échelonnent de 1737 à 1786, et reprises dans les deux premiers tomes des Œuvres badines complettes. Le français est à l’époque la langue de culture par excellence de l’Europe des Lumières, et bien des grands de ce monde lurent Tirant en français, comme Catherine de Russie, qui en possédait un exemplaire. Les beaux esprits ne l’ignoraient point. La citation qu’en fait Jean-Jacques Rousseau dans Les Confessions montre à l’évidence que l’allusion était comprise des gens du monde : « Je jugeai qu’un homme qui passe deux heures tous les matins à brosser ses ongles peut bien passer quelques instants à remplir de blanc les creux de sa peau. Le bonhomme Gauffecourt, qui n’était pas sac-à-diable, l’[Friedrich Melchior Grimm] avait assez plaisamment surnommé Tyran-le-Blanc [sic] ».

## Publications
- Recueil Crozat, avec Nicolas Lesueur, Paris, Imprimerie nationale, 1729-1742.
- Histoire de Guillaume, cocher, éd. Zulma, Paris, 1993 (1740)
- Recueil d'antiquités égyptiennes, étrusques, grecques, romaines (7 volumes, 1752-1767)
- Nouveaux sujets de peinture et de sculpture (1755) (lire en ligne)
- Mémoire sur la peinture à l'encaustique et sur la peinture à la cire (1755)
- Nouveaux sujets de peinture et de sculpture (1755)
- Tableaux tirés de l’Iliade, de l’Odyssée, et de l’Enéide (1757) (lire en ligne)
- Œuvres badines (12 volumes, 1787)
- Vies de Mignard, Lemoine, Bouchardon, Watteau

### Mémoires de littérature de l'Académie royale des inscriptions et belles-lettres
- Mémoire sur les pierres gravées, 1746, tome 31, p. 1-23 (lire en ligne)
- Éclaircissemens sur quelques passages de Pline, qui concernent les Arts dépendans du dessein, 1746, tome 31, p. 24-97 (lire en ligne)
- Mémoire sur les fabliaux, 1744, tome 34, p. 75-117 (lire en ligne)
- Premier mémoire sur Guillaume de Machaut, poète et musicien dans le XIVe siècle, contenant des recherches sur sa vie, avec une notice de ses principaux ouvrages, 1744, tome 34, p. 147-173 (lire en ligne)
- Second mémoire sur les ouvrages de Guillaume de Machaut, contenant l'histoire de la prise d'Alexandrie, et des principaux évènemens de la vie de Pierre de Lusignan, roi de Chypre et de Jérusalem, tirée d'un poème de cet écrivain, 1744, tome 34, p. 174-216 (lire en ligne)
- De l'amour des beaux arts, et l'extrême considération que les Grecs avoient pour ceux qui les cultivoient avec succès, 1747, tome 36, p. 284-310 (lire en ligne)
- De l'architecture ancienne, 1749, tome 38, p. 477-533 (lire en ligne)
- De la perspective des Anciens, 1749, tome 39, p. 1-39 (lire en ligne)
- Des vases dont les Anciens faisoient usage, 1749, tome 39, p. 39-85 (lire en ligne)
- Du théâtre de C. Scribonius Curion, 1749, tome 39, p. 86-128 (lire en ligne)
- De la gravure des Anciens, 1773, tome 59, p. 437-477 (lire en ligne)

### Histoire de l'Académie royale des inscriptions et belles-lettres
- Notice de deux ouvrages satyriques manuscrits, qui portent le nom de Bible, avec le récit abrégé de la célèbre révolution arrivée en 1207 dans l'empire Grec, à laquelle l'auteur d'un de ces ouvrages fait allusion, 1747, tome 10, p. 334-353 (lire en ligne)

## Pour approfondir